# فتح‌آباد (خفر)
فتح‌آباد، روستایی در دهستان راهگان شمالی بخش راهگان شهرستان خفر در استان فارس ایران است.

## جمعیت
بر پایه سرشماری عمومی نفوس و مسکن در سال ۱۳۹۵، جمعیت این روستا برابر با ۸۲۷ نفر (۲۷۴ خانوار) بوده است.